# Ágios Nikólaos (Sithonie, Chalcidique)
Pour les articles homonymes, voir Agios Nikolaos.
Ágios Nikólaos, en grec moderne : Άγιος Νικόλαος, est un village du dème de Sithonie, district régional de Chalcidique, en Macédoine-Centrale, Grèce.
Selon le recensement de 2011, la population du village s'élève à 1 714 habitants.